# Kanton Coutances
Coutances is een kanton van het Franse departement Manche. Het kanton maakt deel uit van het arrondissement Coutances.

## Geschiedenis
Op 22 maart 2015 werd de kantons Montmartin-sur-Mer, Saint-Malo-de-la-Lande en Saint-Sauveur-Lendelin opgeheven.
Van het kanton Montmartin-sur-Mer werden de gemeenten Montchaton, Orval en Regnéville-sur-Mer opgenomen, van het kanton Saint-Malo-de-la-Lande werden de gemeenten Ancteville, Brainville, Gratot, Heugueville-sur-Sienne, Servigny, Tourville-sur-Sienne en La Vendelée en van het kanton Saint-Sauveur-Lendelin werden de gemeenten Camprond, Monthuchon opgenomen in het kanton Coutances. Hierdoor nam het aantal gemeenten in het kanton toe van 7 naar 19.
Op 1 januari 2016 fuseerde de gemeenten Montchaton en Orval tot de commune nouvelle Orval sur Sienne.
Op 1 januari 2019 ging Ancteville op in de commune nouvelle Saint-Sauveur-Villages en Servigny in de commune nouvelle Gouville-sur-Mer. Op 5 maart 2020 werden deze plaatsen overgeheveld naar het kanton Agon-Coutainville. Hierdoor nam het aantal gemeenten in het kanton af van 19 naar 16.

## Gemeenten
Het kanton Coutances omvat de volgende gemeenten:
- Brainville
- Bricqueville-la-Blouette
- Cambernon
- Camprond
- Courcy
- Coutances (hoofdplaats)
- Gratot
- Heugueville-sur-Sienne
- Monthuchon
- Nicorps
- Orval sur Sienne
- Regnéville-sur-Mer
- Saint-Pierre-de-Coutances
- Saussey
- Tourville-sur-Sienne
- La Vendelée